# Stefanos Athanasiadis
Stefanos Athanasiadis (Grieks: Στέφανος Αθανασιάδης; Lakkoma, 24 december 1988) is een Grieks voormalig voetballer die doorgaans speelde als spits. Tussen 2007 en 2024 was hij actief voor PAOK Saloniki, Panserraikos, Maccabi Haifa, PAS Giannina, Apollon Larissa en Anagennisi Karditsa. Athanasiadis maakte in 2011 zijn debuut in het Grieks voetbalelftal en kwam tot twaalf interlandoptredens.

## Clubcarrière
Athanasiadis speelde al in de jeugdopleiding van PAOK Saloniki en op een kort uitstapje naar Hertha BSC na speelde de spits van 1996 tot 2007 in de jeugd van PAOK. Na afloop van zijn opleiding werd hij in 2007 doorgeschoven naar het eerste elftal. Op 24 februari van dat jaar speelde hij zijn eerste wedstrijd in de hoofdmacht. Tijdens het thuisduel met AE Larissa (1-3 nederlaag) mocht Athanasiadis als invaller binnen de lijnen komen. In het seizoen 2009/10 werd de aanvaller verhuurd aan Panserraikos. Na zijn terugkeer bij PAOK kwam hij steeds vaker aan spelen toe en ging zijn doelpuntenaantal tevens omhoog. Medio 2017 maakte Athanasiadis transfervrij de overstap naar Maccabi Haifa. Een jaar en zestien competitieoptredens later verliet hij de club weer. Hierop ging hij voor PAS Giannina spelen. Tijdens het seizoen 2019/20 zat de aanvaller zonder club, waarna hij via Apollon Larissa terechtkwam bij Anagennisi Karditsa. Athanasiadis besloot in de zomer van 2024 op vijfendertigjarige leeftijd een punt achter zijn actieve loopbaan te zetten.

## Interlandcarrière
Athanasiadis debuteerde op 8 juni 2011 in het Grieks voetbalelftal. Op die dag werd er met 1-1 gelijkgespeeld tegen Ecuador. De aanvaller begon op de bank, maar van bondscoach Fernando Santos mocht hij ruim vijfentwintig minuten voor tijd het veld betreden in de plaats van Konstantinos Mitroglou.
| Interlands van Stefanos Athanasiadis voor Griekenland | Interlands van Stefanos Athanasiadis voor Griekenland | Interlands van Stefanos Athanasiadis voor Griekenland | Interlands van Stefanos Athanasiadis voor Griekenland | Interlands van Stefanos Athanasiadis voor Griekenland | Interlands van Stefanos Athanasiadis voor Griekenland | Interlands van Stefanos Athanasiadis voor Griekenland |
| №                                                     | Datum                                                 | Wedstrijd                                             | Uitslag                                               | Competitie                                            | Goals                                                 |                                                       |
| Als speler bij PAOK Saloniki                          | Als speler bij PAOK Saloniki                          | Als speler bij PAOK Saloniki                          | Als speler bij PAOK Saloniki                          | Als speler bij PAOK Saloniki                          | Als speler bij PAOK Saloniki                          | Als speler bij PAOK Saloniki                          |
| ----------------------------------------------------- | ----------------------------------------------------- | ----------------------------------------------------- | ----------------------------------------------------- | ----------------------------------------------------- | ----------------------------------------------------- | ----------------------------------------------------- |
| 1                                                     | 8 juni 2011                                           | Ecuador – Griekenland                                 | 1 – 1                                                 | Vriendschappelijk                                     |                                                       |                                                       |
| 2                                                     | 11 oktober 2011                                       | Georgië – Griekenland                                 | 1 – 2                                                 | EK 2012 kwalificatie                                  |                                                       |                                                       |
| 3                                                     | 29 februari 2012                                      | Griekenland – België                                  | 1 – 1                                                 | Vriendschappelijk                                     |                                                       |                                                       |
| 4                                                     | 14 november 2012                                      | Ierland – Griekenland                                 | 0 – 1                                                 | Vriendschappelijk                                     |                                                       |                                                       |
| 5                                                     | 6 februari 2013                                       | Griekenland – Zwitserland                             | 0 – 0                                                 | Vriendschappelijk                                     |                                                       |                                                       |
| 6                                                     | 15 oktober 2013                                       | Griekenland – Liechtenstein                           | 2 – 0                                                 | WK 2014 kwalificatie                                  |                                                       |                                                       |
| 7                                                     | 11 oktober 2014                                       | Finland – Griekenland                                 | 1 – 1                                                 | EK 2016 kwalificatie                                  |                                                       |                                                       |
| 8                                                     | 14 oktober 2014                                       | Griekenland – Noord-Ierland                           | 0 – 2                                                 | EK 2016 kwalificatie                                  |                                                       |                                                       |
| 9                                                     | 14 november 2014                                      | Griekenland – Faeröer                                 | 0 – 1                                                 | EK 2016 kwalificatie                                  |                                                       |                                                       |
| 10                                                    | 18 november 2014                                      | Griekenland – Servië                                  | 0 – 2                                                 | Vriendschappelijk                                     |                                                       |                                                       |
| 11                                                    | 29 maart 2015                                         | Hongarije – Griekenland                               | 0 – 0                                                 | EK 2016 kwalificatie                                  |                                                       |                                                       |
| 12                                                    | 8 oktober 2015                                        | Noord-Ierland – Griekenland                           | 3 – 1                                                 | EK 2016 kwalificatie                                  |                                                       |                                                       |